# Église de l'Assomption de Boinville-le-Gaillard
L'église de l'Assomption est une église catholique paroissiale située à Boinville-le-Gaillard, dans les Yvelines, en France.

## Localisation
L'église est située rue du Prieuré, dans le centre-ville.

## Historique

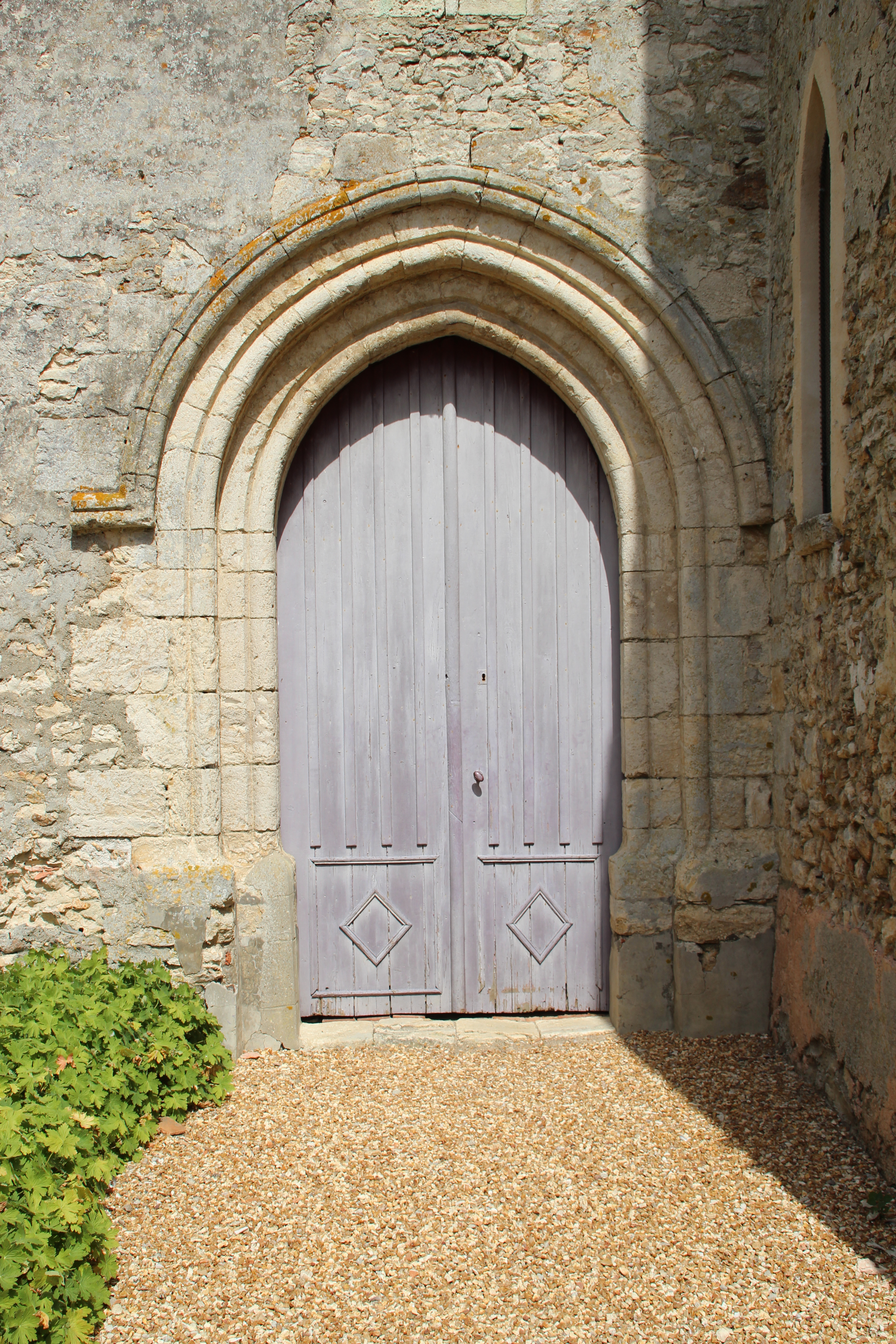
Église de l'Assomption de Boinville-le-Gaillard.

Avant la construction de cette église, se trouvait déjà à cet endroit un édifice religieux, qui fut ruiné lors des invasions normandes. Le bâtiment actuel date du début du XIe siècle. D'après la guerre de Cent Ans date le prolongement de la nef et la construction de la porte d'entrée ogivale.
Elle est inscrite à l'inventaire des Monuments historiques en 1950.

## Description

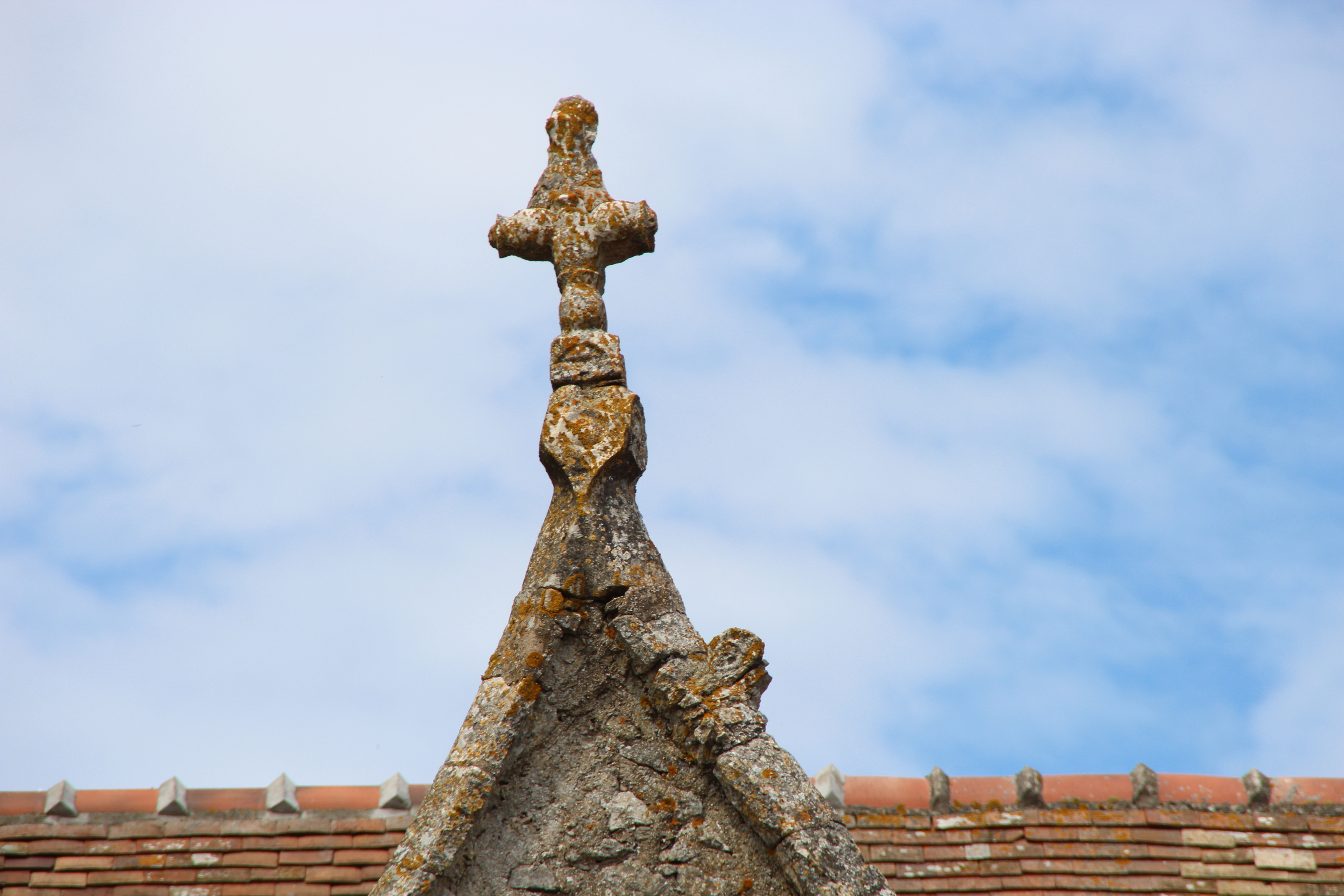
Un détail du toit.

La nef à trois vaisseaux, couverte d'une voûte d'ogive, se termine par une abside semi-circulaire. 
Le clocher en bâtière, qui flanque la nef, est percé de baies géminées en arc brisé avec abat-sons.
Le couvrement des bas-côtés par un toit perpendiculaire à celui du vaisseau principal est typique des églises du sud des Yvelines.